# Patrik Vitez
Patrik Vitez (* 14. Juni 1998 in Celje) ist ein slowenischer Skispringer.

## Werdegang
Vitez, der seit dem Alter von sechs Jahren Ski springt, trat 2014 erstmals im FIS Cup an, ohne jedoch Punkte zu erzielen. Nach Teilnahmen am Alpencup kehrte er im September 2018 in den FIS Cup zurück und erzielte am 24. Februar 2019 in Villach erstmals einen Punkt. Ab Dezember 2021 startete er auch im Skisprung-Continental-Cup. Bei der Planica 7 2022 gehörte Vitez zur slowenischem Mannschaft. Er konnte sich nicht qualifizieren, erzielte aber seine persönliche Bestweite mit 200 Metern. In der darauffolgenden Grand-Prix-Saison sprang er fünfmal in die Punkteränge und wurde in Râșnov als Teil des Mixed-Teams Zweiter.
Zu Beginn der Saison 2023/24 sprang Vitez im FIS Cup, zog sich aber im November beim Training einen Kreuzbandriss zu und musste eine Zwangspause einlegen.

## Statistik

### Grand-Prix-Platzierungen
| Saison | Platz | Punkte |
| ------ | ----- | ------ |
| 2022   | 034.  | 044    |

### Continental-Cup-Platzierungen
| Saison  | Platz | Punkte |
| ------- | ----- | ------ |
| 2021/22 | 048.  | 176    |
| 2022/23 | 059.  | 080    |

### FIS-Cup-Platzierungen
| Saison  | Platz | Punkte |
| ------- | ----- | ------ |
| 2018/19 | 164.  | 001    |
| 2021/22 | 022.  | 221    |
| 2022/23 | 052.  | 081    |